# Felipe Rull y Castaños
Felipe Rull y Castaños (Sevilla, 17 de enero de 1807-), II conde de Casa Rull, fue un jurista y político andaluz del siglo XIX.

## Biografía
Hijo de Francisco de Paula Rull y Márquez y María Dolores Castaños Romero, su padre descendía de Ginés de Rul, uno de los primeros pobladores cristianos de Almería en tiempos de los Reyes Católicos. Por ello, en 1844 pudo ingresar como caballero en la orden de Santiago, que requería prueba de nobleza.
Licenciado en leyes por la universidad de Sevilla, Rull hizo carrera en la judicatura, destinado como magistrado en las Reales Audiencias de Oviedo y La Coruña, después ministro en la de Granada en 1840 y finalmente regente de la de Manila en 1844. Paralelamente, tuvo actividad política dentro del partido moderado, y fue elegido diputado por Huelva en 1840, escaño que ocupó de nuevo a su regreso de Filipinas en las legislaturas de 1850-1851 y 1851-1852. Después, fue elegido diputado por Guadix, Granada (legislatura de 1853) y otra vez por Huelva en la legislatura de 1857, tras el Bienio Progresista. Designado senador vitalicio en 1864, cesa su vida pública con la Revolución de 1868.
En 1855, logró suceder el título de conde de Casa Rull, que en 1804 el rey Carlos IV había concedido a su pariente, el potentado Diego de Rul y Calero, regidor perpetuo de Guanajuato en la Nueva España. La dignidad estaba vacante porque sus descendientes no ejercieron sus derechos sucesorios tras la independencia de México.
El conde de Casa Rull recibió la gran cruz de la orden de Isabel la Católica en 1852, así como en 1847 había sido nombrado comendador de número de la orden de Carlos III.